# Fool for the City
| Recensione              | Giudizio        |
| ----------------------- | --------------- |
| AllMusic                | [ 2 ]           |
| Sputnikmusic            | 3.9 (Excellent) |
| Dizionario del Pop-Rock | [ 4 ]           |

Fool for the City è il quinto album discografico dei Foghat, pubblicato dall'etichetta discografica Bearsville Records nel settembre del 1975.
L'album si piazzò al numero 23 della classifica di Billboard 200 ed ebbe la certificazione di disco di platino dalla RIAA.

## Tracce
Lato A
1. Fool for the City – 4:32 (Dave Peverett)
2. My Babe – 4:36 (Bill Medley, Bobby Hatfield)
3. Slow Ride – 8:13 (Dave Peverett)

Lato B
1. Terraplane Blues – 5:44 (Robert Johnson)
2. Save Your Loving (for Me) – 3:31 (Dave Peverett, Rod Price)
3. Drive Me Home – 3:54 (Dave Peverett)
4. Take It or Leave It – 4:59 (Dave Peverett, Nick Jameson)

## Formazione
- ''Lonesome'' Dave Peverett - voce solista, chitarra
- Rod ''The Bottle'' Price - chitarra, chitarra slide, cori
- Nick Jameson - basso, tastiere, chitarra, cori
- Roger Earl - batteria, percussioni

Note aggiuntive
- Nick Jameson - produttore, ingegnere delle registrazioni
- Registrato e mixato al Suntreader Studios di Sharon, Vermont, Stati Uniti
- Tony Outeda - coordinatore
- Tony Loew - fotografie
- Ringraziamenti a John, Michael, Sharon e specialmente a Jerica per la loro infinita pazienza
- Ringraziamento anche a Larry Carmody e James The Hat Outeda.[7]